# مارکسیسم ارتدکس
مارکسیسم ارتدکس (به انگلیسی:Orthodox Marxism) بدنه‌ای از تفکر مارکسیستی است که پس از مرگ کارل مارکس (۱۸۱۸–۱۸۸۳) ظهور کرد و به فلسفه رسمی اکثریت جنبش‌های سوسیالیستی تبدیل شد که در بین‌الملل دوم تا جنگ جهانی اول در سال ۱۹۱۴ تجسم یافت. هدف مارکسیسم ارتدوکس ساده‌سازی، تدوین و نظام‌مند کردن روش و نظریه مارکسیستی با روشن کردن ابهامات و تضادهای درک شده در مارکسیسم کلاسیک است.
فلسفه مارکسیسم ارتدوکس استدلال می‌کند که توسعه مادی (پیشرفت در فناوری در نیروهای مولد اقتصادی) عامل اولیه تغییر در ساختار جامعه است. مارکسیست‌های ارتدوکس معتقدند که برخی از سیستم‌های اجتماعی (مانند فئودالیسم، سرمایه‌داری و غیره) با رشد نیروهای مولد متناقض می‌شوند و در نتیجه انقلاب‌های اجتماعی در پاسخ به آن تضادهای فزاینده رخ می‌دهد. این تغییر انقلابی محملی برای تغییرات اساسی در سطح جامعه است که در نهایت منجر به ظهور نظام‌های اقتصادی جدیدی می‌شود.
در اصطلاح مارکسیسم ارتدوکس، کلمه «ارتدوکس» به روش‌های ماده‌باوری تاریخی و ماده‌باوری دیالکتیکی اشاره دارد - و نه جنبه‌های هنجاری و ذاتی مارکسیسم کلاسیک. مارکسیسم ارتودکس دلالت بر پایبندی جزمی به نتایج تحقیقاتی مارکس ندارد.
یکی از برجسته‌ترین حامیان تاریخی مارکسیسم ارتدوکس کارل کائوتسکی نظریه‌پرداز چک-اتریشی بود.